# 拉米夫定/奈韋拉平/齊多夫定
拉米夫定/奈韋拉平/齊多夫定（INN: lamivudine/nevirapine/zidovudine，簡稱3TC/NVP/AZT）是一種固定劑量複方抗反轉錄病毒藥物，主要用於治療愛滋病。此複方製劑包含三種不同的活性成分：拉米夫定、奈韋拉平和齊多夫定。這種複方藥可作單獨使用，也可根據患者的具體情況，與其他抗反轉錄病毒藥物合併使用，以達到更好的療效。3TC/NVP/AZT是醫學指南中推薦用於感染愛滋病孕婦的治療方案之一。
患者通常需要每天口服兩次，以維持藥物在體內的有效濃度。
人體通常對這種藥物有良好的耐受性。使用後可能出現的副作用通常與其所包含的個別藥物成分有關聯，例如皮疹、胰腺炎、白血球數量過低以及肌肉痛。
不建議對於藥物成分或製劑中添加物敏感、有嚴重肝臟問題、異常低的嗜中性白血球計數或異常低的血紅素水平、曾有因奈韋拉平引起的嚴重皮疹，或是伴隨肝毒性症狀的皮疹病史的患者使用此藥物。
目前尚未有針對3TC/NVP/AZT複方藥在孕婦身上進行的大型研究，且缺乏足夠的數據來明確判斷在懷孕的前10到12週期間使用，與其所懷胎兒出現相關先天缺陷風險的機率。然而，動物研究已提供一些關於個別藥物在懷孕期間安全性的數據，且藥物代謝動力學研究顯示懷孕婦女無需調整劑量。此外，這三種藥物都已廣泛用於預防母嬰傳播，且不良事件的發生率並未高於正常水平。世界衛生組織（WHO）建議需要接受抗反轉錄病毒治療且正在哺乳的婦女應繼續其抗反轉錄病毒治療方案。這三種藥物都存在於母乳中。然而，目前尚不清楚母乳中這些藥物的濃度是否足以對嬰兒產生保護性或有害的影響。但這種複方藥通常不適於治療兒童。此藥物在開發中國家（通常為醫療資源匱乏）中是常見的第一線治療用藥之一。
由於3TC/NVP/AZT在醫療上的重要性，已被列入世界衛生組織基本藥物標準清單之中。然而截至2018年，此複方藥在美國並無商業形式的販售。